# Убийство Кэтрин Сесник
Кэтрин Энн Сесник (англ. Catherine Anne Cesnik) — католическая монахиня и преподавательница, чьё тело было найдено 3 января 1970 года недалеко от свалки в Лансдауне, недалеко от города Балтимор, штат Мэриленд.
Убийство так и осталось нераскрытым. 
В 2017 году вышел сериал Netflix «Хранители», в котором освещены данные события.

## Биография
Кэтрин Сесник родилась 17 ноября 1942 года в Лоуренсвилле, штат Пенсильвания. Её родители были набожными католиками, что передалось и детям. Кэтрин вместе с сёстрами сначала ходила в церковь Святой Марии, а затем в Среднюю школу Святого Августина. 
В возрасте 18 лет Кэтрин стала членом конгрегации Бедных сестёр Святой Марии (Школьных сестёр Нотр-Дам), а 21 июля 1967 года принесла обет монашества. К этому времени она уже преподавала в Средней школе архиепископа Кио (Archbishop Keough High School), но в 1969 году сменила традиционное монашество на «изгнание», которое дало ей возможность поселиться отдельно в Карридж-Хаус в Кэтонсвилле (округ Балтимор) и носить обычную одежду. Также она начала преподавать в государственной школе Western High.

## Исчезновение и обнаружение тела
7 ноября 1969 года Кэтрин Сесник вышла из своего дома и отправилась в торговый центр Edmonton Village. Когда к 11 вечера она не вернулась, ее подруга, с которой они вместе делили квартиру, сестра Хелен Рассел позвонила своим знакомым, священникам Питер МакКеону и Джерарду Кубу. 
Когда они приехали, то сначала не предприняли никаких действий, позвонив в полицию в час ночи. Потом в 4.00 они вышли прогуляться, обнаружив машину Сесник, которая вызывающе состояла в неположенном месте. 
Машину доставили на экспертизу, но никаких следов насилия не обнаружили. Ничего странного тоже не было, кроме расположения зонтика и привязанной к рычагу поворотника  веточки.
Поиски монахини продолжались, пока 3 января 1970 года охотники не нашли её тело на свалке в местечке Лансдаун, что в 20 минутах езды от Балтимора.

## Расследование
Экспертиза установила, что Сесник умерла в результате удара по голове твердым предметом, предположительно кирпичом. Патанатом не смог определить, подвергалась ли она сексуальному насилию, так как низ ее тела был изуродован животными. С женщины были сняты часы и украшения, а 250 долларов, которые она обналичила в торговом центре, так и не были найдены.
Первоначально полицейские начали подозревать близких сестры, прежде всего Джерарда Куба, с которым у нее могли быть романтические отношения. Но у того было неопровержимое алиби. Он вместе со своим другом-священником ужинал и смотрел фильм, до того, как ему позвонила Хелен Рассел. Также он дал показания на детекторе лжи. Но все равно у ряда полицейских оставались сомнения на его счет.
В итоге дело заглохло на целых двадцать лет, пока в 1994 году не разразился скандал, связанный с обвинениями против отца Маскелла, школьного капеллана в Школе  архиепископа Кио. Сенсационными стали показания одной истицы, так и оставшейся анонимной, которая утверждала, что отец Маскелл отвозил ее к свалке и показывал труп Кэтрин, намекая, что с ней может стать, если она расскажет о сескуальном насилии. Но в итоге дело было закрыто по техническим причинам. Тем не менее, Маскелл был отстранен от служения.